# Corpse Party 2: Dead Patient
Corpse Party 2: Dead Patient (コープスパーティー2 デッドペイシェント Kōpusu Pātī Tsū Deddo Peishento) ist ein in mehrere Kapitel unterteiltes Survival-Horror-Computerspiel des Dōjin-Zirkels GrindHouse, ehemals Team GrisGris, dessen erstes Kapitel im Mai 2013 erschien und zum Corpse-Party-Universum gehört.

## Entwicklung
Im Gegensatz zu früheren Veröffentlichung der Corpse-Party-Serie wird Corpse Party 2: Dead Patient in mehreren Episoden veröffentlicht.
GrindHouse entwickelte das erste Kapitel des Spiels mithilfe der eigenen Spiele-Engine GrisGris Engine. Wenige Monate nach Erscheinen des ersten Kapitels gaben die Entwickler bekannt, dass das Spiel auf eine Unity-basierende Spiele-Engine portiert werden solle. Aufgrund der vielen technischen Probleme bei der Portierung wurde das erste Kapitel unter dem Namen Corpse Party 2: Dead Patient, welches unter der neuen Engine KENIX Engine Neues entstand, im Jahr 2017 neu aufgelegt. Die Veröffentlichung des ersten Kapitels verzögerte sich, weil im Jahr 2014 nur ein Teil des Entwicklerteams an der Neuauflage von Dead Patient mitwirkte, während der andere Entwicklerteil mit der Entwicklung von Corpse Party: Blood Drive beschäftigt war.
Die Neuauflage des ersten Kapitels enthält zusätzliche Szenarien, neue Spieleigenschaften sowie neue Charaktere.

## Veröffentlichung
Die Urversion des ersten Kapitels erschien am 29. Mai 2013 für den PC. Da das Spiel mit erheblichen Problemen lief, wurde dieses mithilfe einer eigens neu entwickelten Engine mit zusätzlichem Inhalt im Jahr 2017 neu veröffentlicht.
Im Mai des Jahres 2018 wurde angekündigt, dass die neue Version des ersten Kapitels im Herbst in Europa veröffentlicht würde. Obwohl das Spiel für diesen Zeitraum angekündigt wurde, ist es bisher (Stand 2019) noch nicht im Westen erschienen. Lediglich ein Patch, der das Spiel teilweise auf Englisch übersetzt, wurde veröffentlicht. Laut dem Spiele-Publisher Xseed Games ist der Titel für 2019 geplant.

## Handlung

### Einordnung in die Corpse-Party-Zeitlinie
Die Handlung in Corpse Party 2: Dead Patient spielt fünf Jahre nach den Ereignissen aus Corpse Party: Blood Drive.

### Kapitel 1
Die Oberschülerin Ayame Itō erwacht ohne jegliche Erinnerungen in einem Operationssaal und ist an einem Operationstisch fixiert. Mit größter Kraft schafft sie es ihre Fixierung zu lösen. Nachdem sie es schafft das zerstörte elektronische Türschloss zu reparieren und die Tür zu öffnen erkennt sie, dass sie sich im zweiten Stockwerk eines scheinbar verlassenen Krankenhauses befindet. Auf der Suche nach einem Ausweg findet sie diverse Krankenakten anderer Patienten.
Nachdem sie in einem Flur des zweiten Stocks eine scheinbare Person auffindet folgt sie dieser bis zur Tür des Röntgenraumes. Als sie sich dieser Tür nähert hört sie im Inneren eine Person schreien. Sie geht weiter zur Rezeption, wo eine mysteriöse Frau ihr die Tür öffnet. Itō, die den Raum betritt und mit der Frau zu sprechen versucht, muss feststellen, dass diese sie nicht wahrnimmt und die Tür zum Flur verriegelt ist. Auf der Suche nach weiteren Hinweisen betritt sie den Nebenraum und muss feststellen, dass übernatürliche Dinge geschehen. Als sie wieder in die Rezeption geht sieht sie wie sich die Frau von vorhin erhängt. Aus dem Schatten greift ein Monster Ayame an. Mit Mühe und Not schafft sie es den Lichtschalter zu aktivieren und das Biest zu vertreiben. Aus der Leiche der Frau kann Ayame schließlich den Schlüssel zum Öffnen des Raumes an sich nehmen.
Auf dem Weg zum Ausgangsbereich bemerkt Ayame, dass jemand mit Blut geschrieben hat, dass Krankenhaus so schnell wie möglich zu verlassen, da die „Verrückt-machende-Krankheit“ schon bald da sein wird. Allerdings ist der Ausgang verriegelt und Ayame beginnt zu verzweifeln. Sie sieht, dass die Scheiben der der Ausgangstür durch jemand anderen mithilfe eines Kofferträgers teilweise zersplittert sind. Sie erinnert sich, dass sie auf der Suche nach einem Ausweg auf eine andere Person gestoßen ist und versucht diese zu finden. Auf dem Weg zurück in den Innenbereich des Krankenhauses muss Ayame feststellen das die Elektrizität den Geist aufgegeben hat und alles verdunkelt ist. Sie erinnert sich an ein ihr unbekanntes Mädchen. Beim Versuch sich an weitere Details zu erinnern wird ihr schwindelig. Sie bemerkt, dass eine Person mit einer Taschenlampe auf sie zukommt. Ihre Versuche mit dieser zu reden schlagen fehl und die unbekannte Person, die aussieht wie ein SWAT-Mitglied beginnt auf Ayame einzuschlagen. Sie flieht vor der Person und findet in einem Automaten einen Schlüssel, der für das Treppenhaus im zweiten Stock ist und zieht diesen mit einer 100-Yen-Münze. Sie öffnet die Tür mithilfe des Schlüssels und stellt fest, dass es draußen wie aus Eimern regnet und die Treppen teilweise in einem maroden Zustand sind, sodass sie diese nicht nutzen kann.
Als Ayame wieder das Krankenhaus betritt wird sie von einer unbekannten, verrückt gewordenen Frau attackiert und zu Boden gedrückt. Bevor ihr was geschieht erscheint eine weitere Person und schlägt die Frau in die Flucht. Gemeinsam begeben sie sich in den MRT-Raum. Sie stellt sich als Satomi Ritsuko vor und besitzt wie Ayame ebenfalls keine Erinnerungen, wie sie in das Krankenhaus gekommen ist. Sie erinnert sich allerdings in einem Krankenhaus gewesen zu sein, da sie einen schlimmen Husten hatte. Dort sah sie, wie eine Mutter zuerst ihr Kind und danach sich selbst aus dem dritten Stock wirft und stirbt. Sie erinnert sich außerdem daran, näher an die Leichen herangegangen zu sein als das vermeintlich tote Mädchen aufwacht und sie von jemand Unbekannten niedergestreckt wird. Sie schlägt vor, sich in einem sicheren Raum zu verbarrikadieren und dort auszuharren bis Hilfe kommt. So begeben die beiden sich zum Krankenschwesternzimmer, werden auf dem Weg dahin von einem Geist verfolgt. Auch sehen sie wie ein Zombie ein anderes Mädchen attackiert. Ayame kann den Angreifer mithilfe einer Gehkrücke niederstrecken und das Mädchen retten und finden Schutz im Schwesternzimmer. Ayame erkennt in dem geretteten Mädchen ihre Klassenkameradin Chiyomi Homura wieder. Sie finden ärztliche Dokumente, die eine mysteriöse Krankheit beschreiben bei der Betroffene sich überdurchschnittlich aggressiv verhalten und beschließen diesen Informationen auf die Spur zu gehen.
Sie unterhalten sich. Chiyomi erzählt, dass neben ihr zwei weitere Mitschüler im Krankenhaus sind um Ayame zu besuchen. Da Ayame keine Erinnerung über ihre Einweisung hat bittet sie Chiyomi, die anscheinend Informationen darüber hat, ihr weitere Details zu erzählen. Doch bevor sie das tun kann, wird Ritsuko wütend, da Ayame ihr nichts von ihrer Amnesie erzählt hat. Auf Forderung Ritsukos suchen sie einen Fernseher, um zu überprüfen, ob außerhalb des Krankenhauses alles in Ordnung ist. Kurz nachdem sie das Gerät einschalten, geht ein Alarmsignal im Schwesternzimmer los, der aus dem MRT-Raum abgegeben wurde. Ritsuko, die von dem Alarm genervt ist, schaltet diesen ab doch Ayame und Chiyomi beschließen der Sache auf den Grund zu gehen. Kurz nachdem Chiyomi den Raum verlassen hat, wird sie von Ritsuko angehalten alleine den MRT-Raum aufzusuchen. Ritsuko kann Ayame umstimmen, sodass beide im Schwesternzimmer ausharren. Sie erhält eine Nachricht von ihrem Verlobten Masami doch kurz darauf bohrt jemand ein Loch in die Tür und lässt Gas hineinströmen. Ayame und Ritsuko, die augenscheinlich von ihrem Verlobten hintergangen wurde, können mit letzter Kraft durch den Lüftungsschacht entkommen. Sie fliehen in das Röntgenzimmer und können die Tür dank eines Zahlencodes entriegeln. Ayame und Ritsuko beschließen zum MRT-Raum zu gehen und Chiyomi zu retten. Dort angekommen rennt ihnen ein anderer Schüler panisch entgegen. Da sie Geräusche aus dem Operationsraum hören betreten sie den Raum und werden von einem gigantischen Monster attackiert. Zwei weitere Schüler, die sich in einem Schrank versteckt hielten greifen das Monster an. Während Ritsuko versucht die verriegelte Tür zu öffnen gelingt es Ayame das Ungeheuer handlungsunfähig zu machen. Gemeinsam fixieren sie das Monster auf dem Operationstisch. Sie finden heraus, dass dem Monster das Herz entnommen wurde und deswegen tot sein müsste.
Riuji, einer der Schüler verdächtigt Shibai, der panisch an Ayame vorbeirannte, die Tür des Raumes in dem sich Riuji und einer weiteren Schülerin mit dem Zombie von außen verschlossen zu haben. Gemeinsam begeben sie auf dem Weg zum Ausgang, doch sie werden im Foyer angegriffen. Ritsuko und Ayame können sich nach draußen retten, werden aber dort von Masami, der Shibai und Chiyomi gefangen genommen hat, gestellt. Nachdem er Ritsuko beleidigt offenbart er, dass er Ayames Herz entfernt habe und lüftet ihren Oberkörper, wo ein Loch in ihrer Brust zu sehen ist.

## Spielprinzip
Corpse Party 2: Dead Patient ist das erste Spiel der Reihe, dass mit 3D-Charaktermodellen arbeitet, wobei es gleichzeitig eine Rückkehr zum RPG-Adventure-Stil darstellt, nachdem frühere Veröffentlichungen einer Visual Novel ähnelten. Im Gegensatz zu früheren Spielen müssen gefundene Gegenstände ausgerüstet werden, um diese aktiv nutzen zu können. Da das Krankenhaus, der Handlungsort, noch komplexer als die Heavenly-Host-Grundschule ist, wurde eine Spiele-Karte zur Orientierung eingebaut. Bestimmte Objekte können vom Spieler bewegt werden. Auch ist es erstmals möglich, dass der gespielte Charakter mit dem Drücken einer Tastenkombination rennt.
Das Spiel verfügt über mehrere Feinde, die versuchen den Spieler umzubringen. Von Geistern und Zombies bis hin zu einem SWAT-Team, welches jede lebende Person umbringt, um die übernatürlichen Geschehnisse im Zaum zu halten. Der Spieler muss entweder vor den Feinden fliehen oder sich vorbeischleichen. Auch ist es möglich, sich vor seinen Feinden zu verstecken oder diese mithilfe von Gegenständen wegzulocken.
Im Spiel müssen zudem mehrere, teilweise verzwickte Rätsel gelöst werden. Dabei muss der Spieler die im Spiel gefundenen Gegenstände nutzen und Akten verstorbener Patienten sammeln. Da das Spiel eine eigenständige Handlung mit neuen Charakteren besitzt, können auch Spieler ohne Vorkenntnis der Serie das Spiel spielen.
Corpse Party 2: Dead Patient besitzt im ersten Kapitel mehrere Enden. Ein schlechtes Ende wird aktiviert, wenn Ayame beschließt, Ritsuko alleine im Schwesternzimmer zu lassen und sich stattdessen auf die Suche nach ihrer Freundin begibt.